# Wardell Gray
Wardell Gray (1921-1955) fue un saxofonista tenor estadounidense de jazz, vinculado estilísticamente al bebop.
Tocó en bandas lideradas por Earl Hines y Tadd Dameron, entre otros y grabó con Charlie Parker y Count Basie.

## Biografía
Wardell Gray nació en Oklahoma City, el más pequeño de cuatro niños. Sus primeros años de infancia los pasó en Oklahoma, de donde se trasladó con su familia a Detroit en 1929. 
A comienzos de 1935, Wardell se matriculó en el instituto de Northeastern, y luego en el Cass Technical High School, que es famoso por haber tenido entre sus alumnos a Donald Byrd, Lucky Thompson y Al McKibbon. Wardell lo dejó en 1936, antes de graduarse. Aunque se había interesado en el clarinete, animado por su cuñado Junior Warren y tras haber oído a Lester Young en una grabación con Count Basie, Wardell decidió cambiarse al saxo tenor.
El primer trabajo musical de Gray fue en la pequeña orquesta de Isaac Goodwin, un grupo a tiempo parcial que tocaba en salones de baile. Mientras estaba siendo probado para otro trabajo, Wardell fue escuchado por Dorothy Patton, una joven pianista que estaba formando una orquesta en el Fraternal Club de Flint (Míchigan), y lo contrató. Tras un muy feliz año con ella, se cambió a la orquesta de Jimmy Raschel (Raschel había grabado unas cuantas caras a comienzos de los años treinta pero no lo había vuelto a hacer) y luego con la orquesta de Benny Carew en Grand Rapids, Míchigan. Fue en esta época más o menos cuando conoció a Jeanne Goings; juntos tuvieron una hija, Anita, que nació en enero de 1941.
El siguiente paso de Wardell lo llevó a Detroit. En 1940, Stack Walton cedió el liderazgo de la orquesta titular de Congo Club a Johnny Allen, y Wardell se hizo cargo del saxo tenor. El Congo Club, en la principal zona de Detroit dedicada al entretenemiento para negros, fue un popular club nocturno con una orquesta de reconocido prestigio que tuvo entre sus miembros a músicos como Howard McGhee y Teddy Edwards.
Murió en circunstancias extrañas (se encontró su cuerpo en una cuneta de una carretera, a las afueras de Las Vegas) a la edad de 34 años.